# دوقية برغ
برغ (Berg) دولة كانت في الأصل كونتية ثم دوقية في الراينلاند بألمانيا. كان عاصمتها دوسلدورف. وهي موجودة ككيان سياسي متميز من أوائل القرن الثاني عشر حتى القرن التاسع عشر.

## التاريخ
برز كونتات برغ في 1101 كخط جديد من سلالة الإزونيين، التي تعود جذورها إلى مملكة لورين في القرن التاسع، وفي القرن الحادي عشر باتت السلالة الأكثر نفوذا في منطقة الراين السفلى.
في عام 1160 انقسمت الأراضي إلى جزئين، أحدهما صار لاحقاً كونتية مارك، والتي عادت إلى حوزة خط العائلة في القرن السادس عشر. نقل كونتات بلاطهم سنة 1280 من قلعة شلوس على نهر فوبر إلى مدينة دوسلدورف. توفي إنغلبرت الثاني أقوى حكام برغ الأوائل إثر عملية اغتيال في 7 نوفمبر 1225. قاتل الكونت أدولف الثامن إلى جانب المنتصر في معركة فورنغن ضد غلدريا في 1288.
تنامت قوة برغ أكثر في القرن الرابع عشر. اتحدت كونتية يوليش مع كونتية برغ في عام 1348، في عام 1380 رقى الإمبراطور فنتسل كونتات برغ إلى رتبة الدوقات، فنشأت بالتالي دوقية يوليش- برغ.